# Новая ратуша (Ганновер)
Новая ратуша в Ганновере (нем. Neues Rathaus Hannover) — административное здание в южной части центра Ганновера, являющееся мэрией столицы земли Нижняя Саксония и резиденцией городского совета. Напоминающее замок эклектичное здание было возведено по планам архитектора Германа Эггерта на участке в десять гектар в вильгельмовскую эпоху — оно строилось с 1901 по 1913 год.

## История и описание
Первой городской ратушей была старая ратуша, строительство которой началось в 1230 году. В 1863 году городская администрация покинула старую ратушу и переехала в соседний дворец Вангенхайма.

Новая ратуша Ганновера. 1911 год

В результате индустриализации город начал быстро развиваться, в конце XIX века возникла необходимость в новой ратуше большего размера. Движущей силой новой стройки был городской директор Генрих Трамм. Первоначально в качестве места строительства выбрали Гозериеде к северу от старого города. Окончательно было избрано место на тогдашней южной окраине города, так как предполагалось расширение города на юг («Südstadt»), соединение с Ратхауспарк (Maschpark), центром нового района города.
Ратуша высотой 97,73 метра, длиной около 129 метров и шириной около 67 метров была построена на 6026 буковых сваях по проекту архитектора Германа Эггерта. Длина главного зала ратуши — 30 метров, ширина — 21 метр и высота — более 30 метров. Строительный материал — твёрдый песчаник поступал из карьеров Мелера.
Подряд на строительство здания получил предприниматель Макс Кюстер, который входил в коллегию представителей горожан с 1897 года. Во время строительных работ архитектор Эггерт был заменён из-за разногласий по поводу дизайна интерьера ратуши. Внутренние работы тогда в основном выполнял Густав Хальмхубер, который привнёс элементы модерна.
Среди множества художников, участвовавших в строительстве, скульптор Эльзбет Роммель была единственной женщиной, которая создавала оплачиваемые произведения.
Директор города Генрих Трамм поручил швейцарскому художникуФердинанду Ходлеру расписать ратушу, строившуюся во времена Германской империи. Его монументальная картина «Единодушие» («Einmütigkeit») 1913 года сохранилась в сегодняшнем «Ходлер-зале», который первоначально использовался в качестве общей комнаты для заседаний комитетов (магистрата и директора).
В отличие от картины Ходлера 1913 года, которая показывает прямую демократию, исторический фриз на фасаде Новой ратуши, обращённой к Трамплатц, отражает довольно автократическое понимание городской автономии: на нём не граждане 1533 года, а «присоединившийся к Реформации главным образом по финансовым соображениям ещё в 1525 году герцог Эрнст фон Люнебург, [который] не имел ничего общего с Гражданской Реформацией города Ганновера […]». Он изображён на рельефе справа от скульптора Петера Шумахера.
В мозаичном зале, бывшем зеленом зале или зале ремесленников, находится мозаичное изображение — триптих триумфального шествия ремесленников в стиле модерн в облицовке чёрным мрамором, под этим посередине надпись: Handwerk hat goldenen Boden (смысл: Владеющий ремеслом никогда не пропадёт), внизу слева знак мастерской Рауэкера по проекту Юлиуса Диеса.
Производитель пружин для кроватей Август Вернер и советник Зигмунд Зелигманн подарили Ганноверу две императорские статуи: бронзовые статуи кайзера Вильгельма I и Вильгельма II высотой более 3 метров были созданы берлинским скульптором и профессором Адольфом Брюттом. Они были установлены сбоку от большой лестницы в центральном зале и позже переплавлены для производства вооружений во время Второй мировой войны.
Новая ратуша была открыта 20 июня 1913 года в присутствии Вильгельма II. Строительство здания обошлось в десять миллионов марок.
Во время Второй мировой войны Ганновер неоднократно подвергался авианалётам противника, и здание Новой ратуши сильно пострадало.
В 1946 году в ратуше была провозглашена земля Нижняя Саксония.
На первом этаже ратуши находятся четыре модели Ганновера, отражающие развитие центральной части города. На них изображён городской пейзаж в период барокко (1689 г.), до Второй мировой войны (1939 г.), после войны (1945 г.) и в нынешнем состоянии.
В рамках подготовки к 750-летию основания города (1991) и в качестве форума для активного участия горожан тогдашний обербургомистр Герберт Шмальштиг и старший директор города Хинрих Леманн-Грубе основали в 1988 году в Новой ратуше Ассоциацию друзей Ганновера.

## Купол и лифт

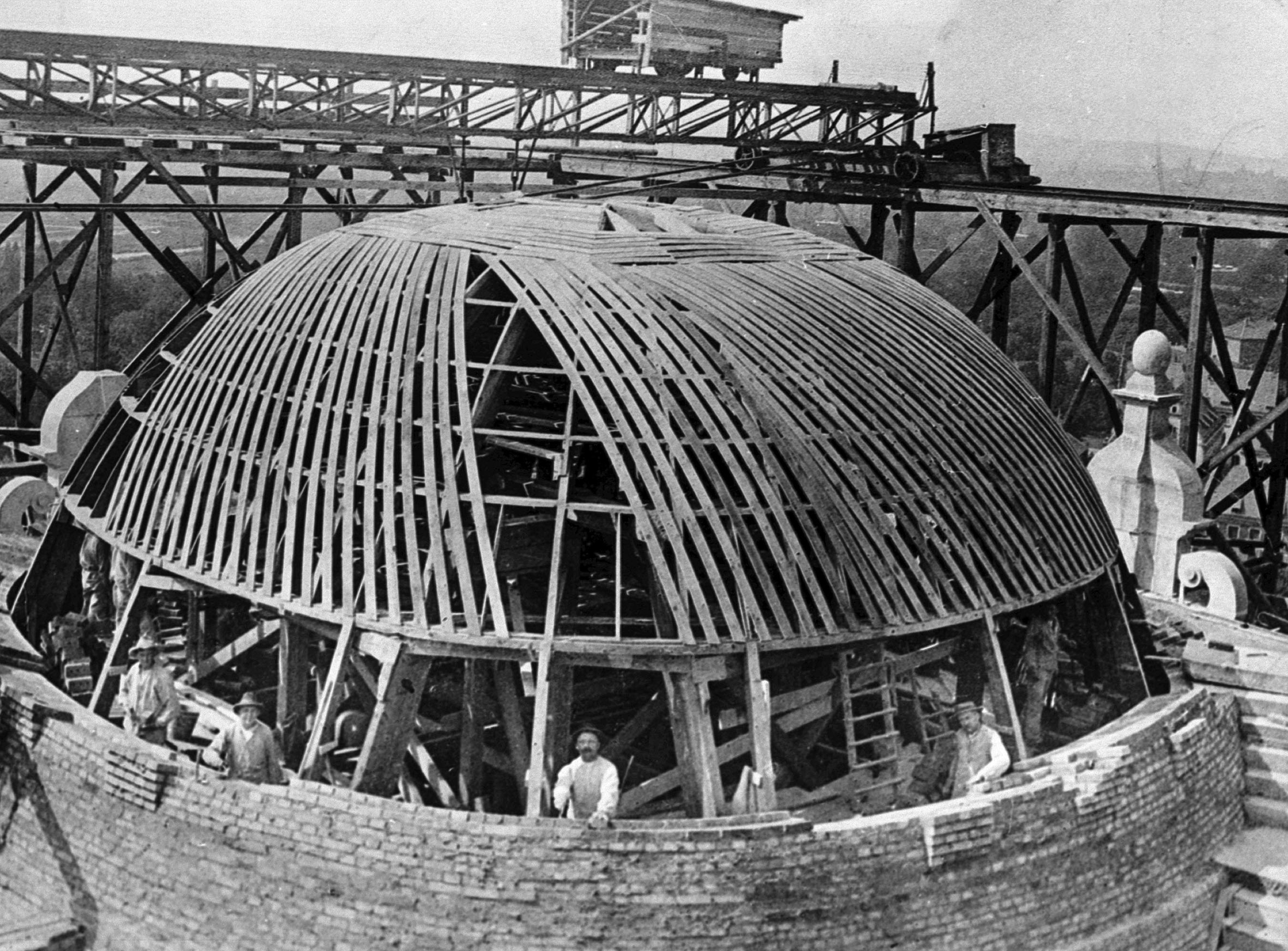
Строительство купола Новой ратуши Ганновера. 1912 год

Высота купола ратуши со смотровой площадкой составляет почти 100 метров (97,73 м). Уникальным в Европе является купольный лифт, который имеет дугообразный (параболический, следующий за куполом) ход. Его часто ошибочно называют наклонным лифтом и сравнивают с лифтом на Эйфелевой башне, который поднимается туда только по диагонали, не меняя наклона.
Лифт начал работать в 1913 году. Вагон шел по гнутым под действием пара дубовым рельсам. Из-за погодных условий лифтом нельзя было пользоваться в зимние месяцы. От выхода из лифта на смотровые площадки ведет винтовая лестница. В 2005 году башню ратуши посетили более 90 000 человек. Зимой 2007/2008 г. был установлен новый лифт; последнюю поездку на старом лифте 4 ноября 2007 года совершили обербургомистр Штефан Вайл и примерно 1200 человек. Новый купольный лифт введен в эксплуатацию 27 апреля 2008 года.
После ремонта городская администрация и средства массовой информации называли его арочным лифтом. Под углом до 17 ° он поднимается на 50 метров к купольной галерее, откуда при хорошей видимости можно увидеть Гарц. Лифт перемещается по горизонтали более чем на 8 метров.
Центральный купол, в котором выставлены модели города Ганновера, расположен над сводчатым подвалом. Поверх этого купола — подвесной потолок, в который встроена люстра. Над потолочной плитой находится еще один купол и две открытые со всех сторон окружности с внутренними размерами 21 м × 21 м × 30 м в высоту. Во втором куполе размещены часы, обращенные на юг. Часы расположены в северной части конструкции крыши, их можно увидеть с Траммплатц. Над этим куполом находится винтовая лестница на смотровые площадки, до которой можно подняться на лифте.